# شو هوي
شو هوي (بالإنجليزية: Xu Hui)‏ (627 في الصين - 650 في تشانغآن)؛ كاتِبة وشاعرة .